# Drusus vinconi
Drusus vinconi là một loài Trichoptera trong họ Limnephilidae. Chúng phân bố ở miền Cổ bắc.